# Euporie (maan)

Euporie (of Jupiter XXXIV) is een natuurlijke satelliet van Jupiter. De maan is ontdekt door de Universiteit van Hawaï in 2001 en kreeg in eerste instantie de naam S/2001 J 10. Euporie is 2 km in doorsnee en draait om Jupiter in 550,69 dagen. 
De maan is genoemd naar Euporia, een Griekse godin. 